# Zongoes
Zongoes (em grego: Ζογγόης; romaniz.: Zongóes) foi um oficial sassânida do século VII, ativo durante o reinado do xá Cosroes II (r. 590–628). Em 604, Cosroes fez um invasão em solo bizantino e derrotou Leôncio, que havia sido enviado pelo imperador Focas (r. 602–610) para atacar o rebelde Narses. Após essa vitória, e a captura subsequente de Dara, Cosroes retornou à Pérsia e as tropas do xá foram entregues a Zongoes.